# 2017年东京都议会议员选举
2017年东京都议会议员选举（日語：2017年東京都議会議員選挙）于2017年7月2日举行，是选举产生东京都议会议员的一般选举。

## 背景与准备
此次选举的焦点在于筑地市场向丰洲地区搬迁问题，二手烟（被动吸烟）问题，待机儿童问题等小池百合子2016年就任东京都知事后的施政情况。
此外，此次选举起，议席分配出现调整，北区和中野区各减少1席，北多摩第3区（调布市、狛江市）和町田市各增加1席。这也是根据公职选举法修订结果（2016年6月19日生效），选举权门槛下降到“满18岁以上”后，东京举行的首次都议会选举。
因1965年东京都议会自主解散后举行选举导致选举举行时间错开，东京都议会选举是除东日本大地震的受灾区外，日本3个不按统一地方选举日程举行的都道府县议会选举之一（其余2个为茨城县和冲绳县的议员选举）。
宣传海报、推广活动等场合出现的形象角色由桥本环奈（歌手兼演员）担任。

### 各党派方面
在2013年的上回都议会选举中以正式候选人全员当选取得压倒性胜利、成为第一大党的自由民主党（简称“自民党”）方面，关于该党能否与小池知事和都民第一会全面对抗，保持第一大党地位的问题在选前存在争论，该党选前也陆续出现不少风波。如2016年12月，公明党党派重新审视自1979年以来与自民党党派的合作，表示相关合作事实上已解除。又如同样在12月，都议会议员中有3人向“都议会自民党”提交派系退出申请，组成新派系“新风自民党”；次年2月，其中2人向自民党提交退党申请，自民党东京都支部联合会于20日受理该申请，他们随后加入都民第一会（简称“都民F”）。5月，自民党东京都联在党总部举行都议会选举总动员大会，向外界公布有60名正式候选人。5月19日，自民党东京都联发表竞选宣言，以“丰洲早期搬迁”等为主要内容。6月2日，中山恭子任党首的日本之心党决定推荐自民党全部60名候选人。
3月，都议会第二大党公明党的东京都总部宣布将在东京都议会选举中与都民F互相合作。在42个选区中，参选单议席选区和新候选人参选的双议席选区（荒川区除外）的都民第一会候选人均受到公明党推荐，都民F则推荐了公明党的全部共23名候选人。5月11日，公明党东京都总部发表竞选宣言，内容包括制定包含罚则的《被动吸烟防止条例》，2020年东京奥运与残奥组委会经费透明化，以及建立议会的检查机制等。
2013年的上回选举中成为都议会第三大党和在野党中第一大党的日本共产党（简称“共产党”）此次派出37名正式候选人参选，另推荐或支持非该党的4名候选人（其中1人属于生活者网络）。目标是在中立公正地对待小池施政措施的同时，确保获得已有的17个议席，并争取更多的新议席。5月8日，共产党东京都委员会发表“中止丰洲市场搬迁”为中心的竞选宣言。另外，就与都民F进行选举合作的问题，共产党方面评论称“既然（都民F）在与一直推进丰洲市场搬迁的公明党进行选举合作，就没办法合作了”。
2013年的上回选举中议席大减而惨败，从第一大党掉到第四大党的民主党，其继承者民进党中，原民主党系的“都议会民进党”与原维新党系的“民进党都议团”2个派系合并，组成了新派系“东京改革议员团”。4月7日，民进党支持组织日本劳动组合总联合会（联合）的东京分部“联合东京”（連合東京）宣布已签订承诺支持都民F的协议书，并称协议内容是“于都议会选举中，在对都民F的正式和推荐候选人的活动支持方面合作、努力”；都民F则会根据协议推进联合方面期望的政策，如改变长时间劳动的现状等。但联合方面仍会与先前一样，同时支持民进党的候选人。5月9日，民进党东京都支部联合会发表以7条重点政策为主要内容的竞选宣言，其中中心在育儿支持方面，包括发放“东京都版儿童补助”和取消中小学餐费等。民进党本次选举前还出现了“退党多米诺”现象，不断有预计参选的候选人退党并加入都民F，最终候选人剩下23人。
东京都知事小池百合子领导的地区政党都民第一会亦参与本次选举。都民F发布有“议会改革”和“制定被动吸烟防止条例”等13项主题的基本政策和竞选宣言，并于在6月1日举行的“都议选总动员集会”中，以小池都知事主办的政治学堂“希望塾”学员为首，向外界公布了48名都议会选举正式候选人，其中包括退出自民党或民进党后加入该党的时任都议员。都民F目标为取得半数以上席位，但不是该党自身过半数，而是与进行选举合作的公明党和生活者网络等支持势力的席位加起来过半数。都民F除派出50名正式候选人外，还推荐了公明党、生活者网络以及独立候选人计11人。
社会民主党（简称“社民党”）在世田谷区选区有1名候选人。社民党自2001年都议会选举失去所有议席以来一直未能恢复，这是其在16年后第一次寻求在东京都得到议席。
东京都议会的地区政党东京·生活者网络（简称“生活网”）有4名候选人。生活网与都民F签有政策协定，双方亦同意由都民F推荐生活者网络的1名正式候选人。此外，在此次选举中，党代表西崎光子表示将地盘让与新候选人，自己不会参选，而是选择退出第一线。
日本维新会（简称“维新会”）表示不会与都民F进行任何选举合作，只会单独派出候选人，但积极考虑选举后与都民F进行合作。3月25日，维新会首次在东京都内召开党大会，党大会自建党以来便一直在总部大阪召开，这次改变地点是为更专注地应对此次都议会选举。维新会发布都议会选举竞选宣言时提到，参选此次都议会选举的正式候选人有6人。
诸派方面，列举如下。
- 政治团体“从NHK守护国民党”在葛饰区选区有1名候选人[28]。
- 2016年东京都知事选举参选人樱井诚成立的日本第一党在八王子市选区有1名候选人[29][30]。
- 原livedoor董事长的实业家堀江贵文在网上开有交流沙龙，沙龙中同道者于4月设立政治团体“地方议员零之会”，有3名候选人[31]。
- 宗教法人幸福科学下的幸福实现党于5月10日决定派出6名正式候选人[32]，这是该党2009年以10名正式候选人参选（结果全部未当选）后，8年来首次参与选战。
- 中核派系政治团体の都政革新会在杉并区选区有1名正式候选人，距该会上次获得议席已有14年[33]。
- 政治团体“国民第一会”在千代田区选区有1名正式候选人[34]。
- 政治团体“希望第一会”在中央区选区有1名正式候选人[34]。
- 政治团体“行革110番（日语：行革110番）”在世田谷区选区有1名正式候选人，目标是重获议席[34]。
- 政治团体“环境党”在练马区选区有1名正式候选人[34]。
- 政治团体“区民第一会”在葛饰区选区有1名正式候选人[34]。

此外，有22名参选的独立候选人既不是政党或政治团体的正式候选人，也未受其推荐。

### 行政机构、国会方面
2017年6月27日傍晚，防卫大臣稻田朋美在板桥区的东京都议会议员选举自民党候选人的声援演讲中，作出了如下发言。
也想代表防卫省和自卫队、防卫大臣、自民党拜托大家
 — 稻田朋美， 2017年6月27日 NHK
此番发言在各党派、评论人士和媒体间引发争议，稻田当天就此言表明“想撤回”，撤回了发言。
针对此事，民进、共产、社民、自由4个在野党表示希望稻田自主辞职，或是由安倍晋三首相罢免稻田。

## 基础数据
- 选举事由：议会议员任期届满
- 告示日：2017年6月23日
- 投票时间（当天计票）：2017年7月2日早上7时〜晚上8时（桧原村、奥多摩町和新岛村截止为下午6时）
  - 提前投票（日语：期日前投票）：2017年6月24日〜7月1日
- 选民数：1126万6521人（截至2017年6月22日）
- 形象角色：桥本环奈（艺人、歌手、演员）[41]

### 议员定额
- 定额：127议席
- 选举制度：1人区（小选区）和2〜8人区（大选区）并立制

| 千代田区 | 中央区   | 港区       | 新宿区     | 文京区     | 台东区     | 墨田区   |
| -------- | -------- | ---------- | ---------- | ---------- | ---------- | -------- |
| 1        | 1        | 2          | 4          | 2          | 2          | 3        |
| 江东区   | 品川区   | 目黑区     | 大田区     | 世田谷区   | 涩谷区     | 中野区   |
| 4        | 4        | 3          | 8          | 8          | 2          | 3        |
| 杉并区   | 丰岛区   | 北区       | 荒川区     | 板桥区     | 练马区     | 足立区   |
| 6        | 3        | 3          | 2          | 5          | 6          | 6        |
| 葛饰区   | 江户川区 | 八王子市   | 立川市     | 武藏野市   | 三鹰市     | 青梅市   |
| 4        | 5        | 5          | 2          | 1          | 2          | 1        |
| 府中市   | 昭岛市   | 町田市     | 小金井市   | 小平市     | 日野市     | 西东京市 |
| 2        | 1        | 4          | 1          | 2          | 2          | 2        |
| 西多摩   | 南多摩   | 北多摩第一 | 北多摩第二 | 北多摩第三 | 北多摩第四 | 岛部     |
| 2        | 2        | 3          | 2          | 3          | 2          | 1        |

### 选举前势力
| 会派名                          | 议员数 | 所属党派             |
| ------------------------------- | ------ | -------------------- |
| 东京都议会自由民主党            | 57     | 自由民主党           |
| 都议会公明党                    | 22     | 公明党               |
| 东京改革议员团                  | 18     | 民进党               |
| 日本共产党东京都议会议员团      | 17     | 日本共产党           |
| 都民第一会 东京都议团           | 5      | 都民第一会           |
| 都议会生活者网络                | 3      | 东京·生活者网络      |
| 无所属（可深呼吸的东京）        | 1      | 无党派（原民主党）   |
| 无所属（东京众人之改革）        | 1      | 无党派（原众人之党） |
| 无所属（日本维新会 东京都议会） | 1      | 日本维新会           |
| 无所属（新风自民党）            | 1      | 自由民主党           |
| 总计                            | 126    | ※截至2017年2月20日   |

议员数达5人以上的会派享有代表质问权，达11人以上的会派享有议案提案权。
社会民主党自2001年失去所有议席以来一直未能恢复。
东京都议会虽认可成立“一人会派”，但因都议会的会派定义是“议会内成立的议员同道群体”，自2001年12月起便不再对非议员群体的“一人会派”使用会派名称，而是一律称之为“无所属”。尽管如此，官方网站上还是会在“无所属”的会派名之后加上括号，并注明该议员自称的团体或会派名。

### 候选人
根据6月23日的告示，此次选举共有259名候选人争夺42个选区内127个议席，比上回（2013年）的253人增加6人。此次都议会选举中，女性候选人达到65人，约占全体的四分之一，是有史以来最多的一次。

#### 各党派候选人数
| 党派            | 党派                      | 时任议员        | 候选人   | 候选人 | 候选人   | 候选人 | 候选人 |
| 党派            | 党派                      | 时任议员        | 时任议员 | 前议员 | 新候选人 | 总计   | (女性) |
| --------------- | ------------------------- | --------------- | -------- | ------ | -------- | ------ | ------ |
|                 | 自由民主党（自民党）      | 57              | 49       | 0      | 11       | 60     | (6)    |
|                 | 公明党（公明党）          | 22              | 19       | 0      | 4        | 23     | (3)    |
|                 | 日本共产党（共产党）      | 17              | 11       | 1      | 25       | 37     | (17)   |
|                 | 民进党（民进党）          | 7               | 7        | 6      | 10       | 23     | (6)    |
|                 | 都民第一会（都民F）       | 6               | 6        | 4      | 40       | 50     | (17)   |
|                 | 东京·生活者网络（生活网） | 3               | 2        | 0      | 2        | 4      | (4)    |
|                 | 日本维新会（维新会）      | 1               | 1        | 1      | 2        | 4      | (1)    |
|                 | 社会民主党（社民党）      | 0               | 0        | 0      | 1        | 1      | (1)    |
|                 | 其他                      | 0               | 0        | 1      | 16       | 17     | (4)    |
|                 | 幸福实现党                | 0               | 0        | 0      | 6        | 6      | (2)    |
| 地方议员零之会  | 0                         | 0               | 0        | 3      | 3        | (1)    |        |
| 国民第一会      | 0                         | 0               | 0        | 1      | 1        | (0)    |        |
| 希望第一会      | 0                         | 0               | 0        | 1      | 1        | (1)    |        |
| 行革110番       | 0                         | 0               | 1        | 0      | 1        | (0)    |        |
| 都政革新会      | 0                         | 0               | 0        | 1      | 1        | (0)    |        |
| 环境党          | 0                         | 0               | 0        | 1      | 1        | (0)    |        |
| 区民第一会      | 0                         | 0               | 0        | 1      | 1        | (0)    |        |
| 从NHK守护国民党 | 0                         | 0               | 0        | 1      | 1        | (0)    |        |
| 日本第一党      | 0                         | 0               | 0        | 1      | 1        | (0)    |        |
|                 | 独立                      | 13              | 11       | 4      | 25       | 1      | (6)    |
| 总计            | 总计                      | 126 （1个空缺） | 106      | 17     | 136      | 259    | (65)   |

### 焦点
来源：
- 对于东京都知事小池百合子施政情况的评价
- 都议会改革
- 筑地市场向丰洲地区搬迁相关的一系列问题
- 2020年东京奥运与残奥会的准备方式
- 待机儿童・看护难民（日语：介護難民）的消除办法

## 选举结果
根据计票速报，都民第一会一跃成为议会第一大党，该党与公明党、生活者网络等支持小池知事的势力共同取得超过半数席位，获得压倒性胜利；自民党则不仅失去了第一大党地位，更是刷新了其最低议席数记录，可谓历史性败北。

### 各党结果
来源：
都民第一会
都民第一会（改选前6议席）的50名正式候选人中，除岛部选区的1人（败给自民党候选人）外，49人全数当选，取得大胜。算上事先推荐并在当选后追加认可的6名独立候选人，该党共取得55个议席，比选前大幅增加，从自民党手中夺取到都议会第一大党的宝座。
自民党上回（2013年）7战全胜的单议席选区中，都民F此次以6胜1败的成绩压制，这与此次胜利也有关系。
自由民主党
自民党（改选前57议席）最终仅得23个议席，此前最低是民主党（当时还存在）大胜的上上回（2009年）都议会选举，共38议席，此次刷新最低议席数记录，是该党史上最大的惨败。森友学园与加计学园引发的一连串疑惑，防卫大臣的失言，国会议员丑闻等都是造成此次大败的因素。
公明党
公明党（改选前22议席）的23名候选人全数当选，继续保持都议会第二大党的地位，这其中也有与小池知事以及都民第一会进行选举合作的原因。这也是公明党候选人连续第7次的全部当选。
日本共产党
共产党（改选前17议席）获得19个议席，增加2议席，继续保持在议会拥有提案权需要的11个以上议席。该党通过吸收对安倍政权和小池的施政两者都反对的势力之选票，进一步扩大了势力。
民进党
民进党（改选前7议席）埋没于“都民第一VS自民”的构图中，议席数减少2个，最终得5议席。民主党时代，在失去最多支持的上回（2013年）选举中也有获得15议席，这次比当时获得的议席更少。
东京·生活者网络
生活者网络（改选前3议席）共4名候选人。尽管与小池知事和都民第一会有合作，还是只获得1个议席，成为史上最少一次。
日本维新会
日本维新会（改选前1议席）共6名候选人。选举期间，位于总部大阪的党代表松井一郎（大阪府知事）和大阪市长吉村洋文等人全力支持并充当后援，但还是埋没于“都民第一VS自民党”的构图中，取得议席数与改选前未发生变化，还是1个议席。
各个小党（诸派）
此次参选的所有小党改选前均无议席，候选人亦全部落选。其中幸福实现党有6名候选人，地方议员零之会有3名候选人，其他每派都只有1名候选人。社会民主党未成功在16年后取得议席，行革110番未成功在8年后取得议席，都政革新会也未成功在14年后恢复议席。
未获都民第一会推荐的独立候选人
未获都民第一会推荐的独立候选人（改选前4议席）共有29人，全部落选。

### 选举数据
投票率（东京都选举管理委员会统计）：51.27%（比上回〈2013年〉上升7.77个百分点）
- 提前投票（东京都选举管理委员会统计）: 135万5163人（是上回的1.51倍）

| 党派                             | 党派                                        | 候选人                           | 票数          | 得票率   | 当选人数 | 议席得失        |
| -------------------------------- | ------------------------------------------- | -------------------------------- | ------------- | -------- | -------- | --------------- |
|                                  | 都民第一会                                  | 50                               | 1,884,029.850 | 33.68 %  | 49       | +43             |
|                                  | 自由民主党                                  | 60                               | 1,260,101.444 | 22.53 %  | 23       | -34             |
|                                  | 公明党                                      | 23                               | 734,697.000   | 13.13 %  | 23       | +1              |
|                                  | 日本共产党                                  | 37                               | 773,722.553   | 13.83 %  | 19       | +2              |
|                                  | 民进党                                      | 23                               | 385,752.149   | 6.90 %   | 5        | -2              |
|                                  | 东京·生活者网络                             | 4                                | 69,929.000    | 1.25 %   | 1        | -2              |
|                                  | 日本维新会                                  | 4                                | 54,016.000    | 0.97 %   | 1        | 0               |
|                                  | 其他（社会民主党，幸福实现党，行革110番等） | 18                               | 56,335.000    | 1.01 %   | 0        | 0               |
|                                  | 独立                                        | 40                               | 375,048.000   | 6.70 %   | 6        | -7              |
| 总计                             | 总计                                        | 259                              | 5,593,630.996 | 100.00 % | 127      | +1 （此前空缺） |
| 无效票（包括带走的票和未受理票） | 无效票（包括带走的票和未受理票）            | 无效票（包括带走的票和未受理票） | 88,233        | 1.55 %   |          |                 |
| 11,081,157名选民中的投票人数     | 11,081,157名选民中的投票人数                | 11,081,157名选民中的投票人数     | 5,681,864     | 51.28 %  |          |                 |

註：本次投票出現按分票，故得票數列至小數點第三位。

### 各地区结果
| 选区       | 席次   | 总候选人 | 当选/候选获推荐 | 当选/候选获推荐 | 当选/候选获推荐 | 当选/候选获推荐  | 当选/候选获推荐    | 当选/候选获推荐          | 当选/候选获推荐 | 当选/候选获推荐 | 当选/候选获推荐 | 当选/候选获推荐 |
| ---------- | ------ | -------- | --------------- | --------------- | --------------- | ---------------- | ------------------ | ------------------------ | --------------- | --------------- | --------------- | --------------- |
| 选区       | 席次   | 总候选人 | 自民党          | 公明党          | 共产党          | 民进党           | 都民F              | 生活网                   | 维新会          | 社民党          | 其他            | 独立            |
| 千代田区   | 1      | 4        | 0/1日本心       |                 |                 |                  | 1/1公明党          |                          |                 |                 | 0/1             | 0/1共产党       |
| 中央区     | 1      | 5        | 0/1日本心       |                 |                 |                  | 1/1公明党          |                          |                 |                 | 0/1             | 0/21×共产党     |
| 港区       | 2      | 6        | 1/2日本心       |                 | 0/1             |                  | 1/1公明党          |                          |                 |                 | 0/1             | 0/1都民F        |
| 新宿区     | 4      | 7        | 1/2日本心       | 1/1都民F        | 1/1             | 0/1              | 1/1生活网          |                          |                 |                 |                 | 0/1             |
| 文京区     | 2      | 3        | 1/1日本心       |                 | 0/1             |                  | 1/1公明党          |                          |                 |                 |                 |                 |
| 台东区     | 2      | 5        | 0/1日本心       |                 | 0/1             |                  | 1/1公明党          |                          |                 |                 |                 | 1公明党&都民F/2 |
| 墨田区     | 3      | 5        | 1/2日本心       | 1/1都民F        | 0/1             |                  | 1/1                |                          |                 |                 |                 |                 |
| 江东区     | 4      | 9        | 1/2日本心       | 1/1都民F        | 1/1             | 0/1              | 1/1                |                          |                 |                 | 0/1             | 0/21×都民F      |
| 品川区     | 4      | 7        | 0/2日本心       | 1/1都民F        | 1/1             | 0/1自由党&生活网 | 2/2                |                          |                 |                 |                 |                 |
| 目黑区     | 3      | 5        | 0/2日本心       | 1/1都民F        | 1/1             |                  | 1/1生活网          |                          |                 |                 |                 |                 |
| 大田区     | 8      | 15       | 2/3日本心       | 2/2都民F        | 1/2             | 0/1自由党&生活网 | 2/2                |                          | 1/1             |                 | 0/1             | 0/3             |
| 世田谷区   | 8      | 18       | 3/3日本心       | 1/1都民F        | 1/1             | 1/1自由党        | 2/2                | 0/1民进党                | 0/1             | 0/1自由党       | 0/2             | 0/5             |
| 涩谷区     | 2      | 5        | 0/1日本心       |                 | 0/1             | 0/1自由党        | 1/1公明党          |                          |                 |                 |                 | 1/1公明党&都民F |
| 中野区     | 3 (-1) | 6        | 0/1日本心       | 1/1都民F        | 0/1             | 1/1自由党&生活网 | 1/1                |                          |                 |                 | 0/1             |                 |
| 杉并区     | 6      | 12       | 2/2日本心       | 1/1都民F        | 1/1             | 0/2自由党        | 2/2                | 0/1民进党                |                 |                 | 0/2             | 0/1             |
| 丰岛区     | 3      | 5        | 0/1日本心       | 1/1都民F        | 1/1             | 0/1自由党        | 1/1                |                          |                 |                 |                 |                 |
| 北区       | 3 (-1) | 5        | 0/1日本心       | 1/1都民F        | 1/1自由党       | 0/1自由党        | 1/1                |                          |                 |                 |                 |                 |
| 荒川区     | 2      | 7        | 0/1日本心       | 1/1都民F        | 0/1             |                  |                    |                          |                 |                 | 0/1             | 1都民F/3        |
| 板桥区     | 5      | 10       | 0/2日本心       | 1/1都民F        | 1/1             | 1/1自由党&生活网 | 2/2                |                          |                 |                 | 0/1             | 0/2             |
| 练马区     | 6      | 10       | 1/2日本心       | 1/1都民F        | 1/1             | 1/2自由党        | 2/2                | 0/1民进党                |                 |                 | 0/1             |                 |
| 足立区     | 6      | 9        | 1/2日本心       | 2/2都民F        | 1/1             | 0/1自由党        | 2/21×生活网        |                          | 0/1             |                 |                 |                 |
| 葛饰区     | 4      | 8        | 1/2日本心       | 1/1都民F        | 1/1             | 0/1自由党&生活网 | 1/1                |                          |                 |                 | 0/2             |                 |
| 江户川区   | 5      | 6        | 1/2日本心       | 1/1都民F        | 1/1             |                  | 2/2                |                          |                 |                 |                 |                 |
| 八王子市   | 5      | 9        | 1/2日本心       | 1/1都民F        | 1/1             | 0/1自由党&生活网 | 2/2                |                          |                 |                 | 0/1             | 0/1             |
| 立川市     | 2      | 4        | 1/1日本心       |                 | 0/1             |                  | 1/1公明党          |                          |                 |                 |                 | 0/1都民F        |
| 武藏野市   | 1      | 3        | 0/1日本心       |                 |                 | 0/1自由党&生活网 | 1/1公明党          |                          |                 |                 |                 |                 |
| 三鹰市     | 2      | 4        | 0/1日本心       |                 | 0/1             | 1/1自由党&生活网 | 1/1公明党          |                          |                 |                 |                 |                 |
| 青梅市     | 1      | 3        | 0/1日本心       |                 |                 |                  | 1/1公明党&生活网   |                          |                 |                 |                 | 0/1共产党       |
| 府中市     | 2      | 4        | 0/1日本心       |                 | 0/1             |                  | 2/2公明党&1×生活网 |                          |                 |                 |                 |                 |
| 昭岛市     | 1      | 3        | 0/1日本心       |                 | 0/1             |                  | 1/1公明党&生活网   |                          |                 |                 |                 |                 |
| 町田市     | 4 (+1) | 8        | 1/2日本心       | 1/1都民F        | 1/1             | 0/1自由党&生活网 | 1/1                |                          | 0/1             |                 | 0/1             |                 |
| 小金井市   | 1      | 5        | 0/1日本心       |                 |                 |                  | 1/1公明党          |                          |                 |                 |                 | 0/31×共产党     |
| 小平市     | 2      | 4        | 1/1日本心       |                 | 0/1             | 0/1自由党&生活网 | 1/1公明党          |                          |                 |                 |                 |                 |
| 日野市     | 2      | 4        | 1/1日本心       |                 | 0/1             |                  | 1/1公明党&生活网   |                          |                 |                 |                 | 0/1             |
| 西东京市   | 2      | 4        | 0/1日本心       |                 | 0/1             |                  | 1/1公明党          |                          |                 |                 |                 | 1/1都民F        |
| 西多摩     | 2      | 4        | 1/1日本心       |                 | 0/1             |                  | 1/1公明党&生活网   |                          |                 |                 |                 | 0/1都民F&生活网 |
| 南多摩     | 2      | 5        | 0/1日本心       |                 | 0/1             |                  | 1/1公明党&生活网   |                          |                 |                 |                 | 1都民F/2        |
| 北多摩第一 | 3      | 6        | 0/1日本心       | 1/1都民F        | 1/1             | 0/1自由党        | 1/1                |                          |                 |                 |                 | 0/1             |
| 北多摩第二 | 2      | 4        | 0/1日本心       |                 |                 | 0/1自由党        | 1/1公明党          | 1/1共产党, 民进党, 都民F |                 |                 |                 |                 |
| 北多摩第三 | 3 (+1) | 6        | 0/1日本心       | 1/1都民F        | 1/1             |                  |                    |                          |                 |                 |                 | 1都民F&生活网/3 |
| 北多摩第四 | 2      | 4        | 0/1日本心       |                 | 1/1             |                  | 1/1公明党          |                          |                 |                 |                 | 0/1都民F&生活网 |
| 岛部       | 1      | 3        | 1/1日本心       |                 | 0/1             |                  | 0/1公明党          |                          |                 |                 |                 |                 |
| 总计       | 127    | 259      | 23/60           | 23/23           | 19/37           | 5/23             | 49/50              | 1/4                      | 1/4             | 0/1             | 0/17            | 6都民F/40       |

- 当选的6名独立候选人后来受到都民第一会追加认可。

## 选举后动向
都民第一会
- 此次选举中大胜的都民第一会方面，东京都知事小池百合子于选举后第二天（3日）在记者会上发言称“预想到在二元代表制等方面会有担忧，要专心当知事”，辞去都民第一会的代表一职[59]。第一任代表野田數干事长将重新担任代表[60]。
- 此次都议会选举大胜后，部分媒体传言“都民第一会要参与国政”[61]，但小池知事在3日的记者会上表示“现在没有这种情况”，对此断然否定[62]。

自民党
- 自民党遭遇历史性惨败后，包括东京都联会长下村博文在内，5名干部全部决定辞职以承担责任[63]。此外，关于学校法人“加计学园”的兽医学部设立计划，在野党要求的休会期间审议亦定于7月10日进行[64]。该党在都议会选举前便收到小池百合子的退党申请，1个月以上一直保留态度，选举后也正式给予同意[65]。
- 对于这次大惨败，自民党总裁安倍晋三首相表示“受到了非常严厉的审判。必须要深刻接受这一严厉叱责，并加以反省”。问及败因时，他分析道：“我觉得有对政权存在松懈的严厉批评。”[66]
- 关于这次大惨败的原因，有媒体总结了因爆出有骂人和施暴嫌疑而从自民党退党的众议院议员丰田真由子，怀疑与加计学园相关机密文件有关的官房副长官萩生田光一，选举期间失言的稻田防卫相，有从加计学园收受秘密捐赠嫌疑的下村都联会长，并从以上4人姓氏的罗马音首字母中得出“THIS is 败因”（意同“这就是败因”）[67]。

民进党
- 民进党此次获得的议席数是包括民主党时代在内历史上最少的，都联会长松原仁表示将辞职[68]。另一方面，党代表莲舫等中央执行部成员预计不会因此引咎辞职[69]。

公明党
- 公明党在此次选举中与都议会自民党分道扬镳，选择与都民第一会进行选举合作，但在公明党代表山口那津男与安倍首相于次日（3日）进行的首脑会谈中，山口代表强调道：“国政是国政，都政是都政，这是不同的。”并确认在国政层面自公仍将合作，继续运行联合政权[70]。

共产党
- 共产党的议席数从17增加到19，达成增加现有议席的目标。就该结果，书记局长小池晃表示“不允许安倍政权将国政私有化的声音日益增强，感觉非常好”[71]。
- 志位和夫委员长在次日（3日）东京都内的街头演讲中充满自信地说道“将安倍自民引至历史性败北，这是最大的”，要求安倍政权召开临时国会，以及解散众议院，进行众议院议员总选举[72]。

日本维新会
- 维新会与改选前一样，还是1个议席。选举后第二天（3日），担任党代表的大阪府知事松井一郎在大阪府厅内的记者会上评论称“大家都被小池台风吹跑了”，并就保持在1议席不变的情况分析道“我们在大阪、关西做的事情，还没有传播到东京去”，还对大胜的都民第一会展示了戒备感，认为该会“成为国政政党是大有可能”[73]。

东京·生活者网络
- 生活者网络此次仅得1个议席，是历史上最少的一次。该党共同代表西崎光子在选举后的记者会上一方面表示“宣传了信息公开和福祉优先等生活者角度的政策，得到了共鸣”，另一方面就此次的败因分析认为“感觉没有展现（生活者网络自身的）存在感”[74]。

## 选举特别节目

### 网络节目
※播放日期以投票和计票日的2017年7月2日为基准。
- 报道局（日语：ホウドウキョク）
  - 都议会选举2017SP ～史上最大的决选～
    - 播出时间：19:50 - 22:30（直播）
    - 出演者：

主持人：三浦瑠丽、古市宪寿
助手：新美有加
嘉宾：森功、平松秀敏（报道局社会部 报道局News Desk）
计票信息环节：森下知哉、山本周
井上GO（Skype连线）：井上义则（报道节目部 记者）
网络视频：久永一成（报道局网络取材部 部长）
- AbemaNews频道
  - Minomonta的夜班巴士!（日语：みのもんたのよるバズ!） 都议选Special[75]
    - 播出时间：20:00 - 23:00（直播）
    - 出演者：

主持人：御法川法男、下平沙也加
评论员：吉木誉绘、樱雪、高松奈奈、东国原英夫、细川珠生、角谷浩一等